# Niwelator kodowy

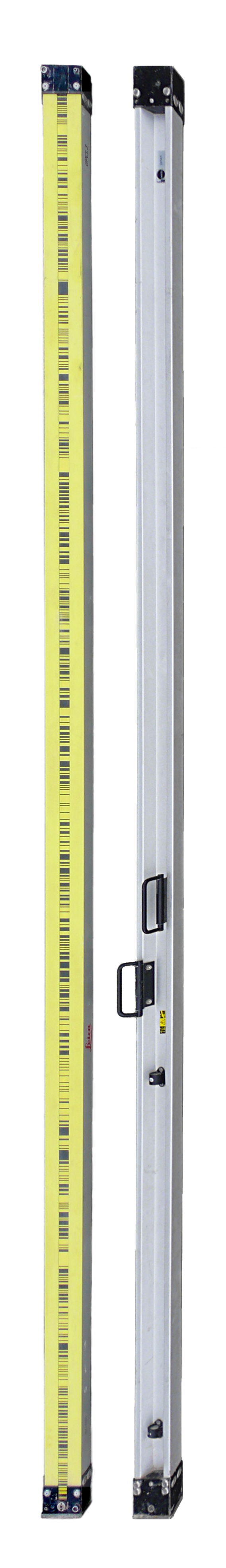
Łata kodowa Leica Geosystems. Korpus aluminiowy, inwarowa taśma kodowa.

Niwelator kodowy – cyfrowy niwelator, który odczytuje dane ze specjalnej łaty niwelacyjnej. 
Odczyt odbywa się automatycznie przez porównanie otrzymanego z przetwornika CCD obrazu łaty ze wzorcem zapisanym w pamięci instrumentu. Jego dokładność (w porównaniu do niwelatora tradycyjnego), ze względu na praktycznie całkowite wyeliminowanie błędu odczytu, jest znacząco większa niż tradycyjnego niwelatora i porównywalna jest z dokładnością niwelacji precyzyjnej wymagającej używania specjalnych instrumentów i łat, jednak duży wpływ na pomiar mają czynniki zewnętrzne jak nasłonecznienie.
Łata do niwelacji kodowej zwykle, po swej drugiej stronie, ma tradycyjny podział, co umożliwia wykonywanie niwelatorem kodowym także tradycyjnej niwelacji geometrycznej, z odczytem i zapisem przewyższeń przez obserwatora.